# Esiküla
Esiküla est un village de la commune de Hiiumaa, situé dans le comté de Hiiu en Estonie.

## Géographie
Le village situé dans le nord de l'île de Kassari.

## Histoire
Avant la réforme administrative d'octobre 2017, Esiküla faisait partie de la commune de Käina, fusionnée à cette date avec les autres communes de l'île pour former celle de Hiiumaa.

## Démographie
Le 1er janvier 2020, la population s'élevait à 105 habitants.

## Culture et patrimoine
Le village abrite la chapelle de Kassari, qui date de la fin du XVIIIe siècle, ainsi qu'un moulin à vent en bois, construit au XIXe siècle.